# Герман Бонді
Герман Бонді (1 листопада 1919 — 10 вересня 2005) — австрійсько-британський математик і космолог.
Спільно з Фредом Гойлом і Томасом Ґолдом він розробив теорію стаціонарного стану Всесвіту, яка деякий час розглядалась як приваблива альтернатива до теорії Великого вибуху. Він зробив внесок у загальну теорію відносності, створив теорію акреції Бонді, першим проаналізував інерційну та гравітаційну взаємодію відʼємної маси і першим правильно пояснив природу гравітаційних хвиль. У своїй автобіографії 1990 року Бонді назвав своєю «найкращою науковою роботою»:79 роботу 1962 року про гравітаційні хвилі.

## Раннє життя
Бонді народився у Відні в родині лікаря-єврея. Виховувався у Відні, де навчався у реальній гімназії. Рано виявив здібності до математики, і його далекий родич Абрахам Френкель рекомендував його Артуру Еддінгтону. Еддінгтон заохочував Бонді поїхати до Англії в Трініті-коледж в Кембриджський університет. Бонді прибув до Кембриджа в 1937 році, рятуючись від антисемітизму в Австрії. Усвідомлюючи небезпечне становище своїх батьків у 1938 році, незадовго до Аншлюсу, він надіслав їм телеграму з проханням негайно залишити Австрію. Їм вдалося дістатися Швейцарії і згодом оселитися в Нью-Йорку.
У перші роки Другої світової війни Бонді був інтернований на острові Мен і в Канаді як громадянин ворожої держави. Серед інших інтернованих були Томас Ґолд і Макс Перуц. У 1940 році Бонді став старшим вранглером у Кембриджському університеті. Наприкінці 1941 року Бонді й Ґолд були звільнені від інтернування і працювали разом із Фредом Гойлом над радаром у Службі сигналів Адміралтейства. Бонді став британським підданим у 1946 році.

## Кар'єра
Бонді читав лекції з математики в Кембриджському університеті з 1945 по 1954 рік, був стипендіатом Трініті-коледжу в 1943-1949 та 1952-1954 роках.
У 1948 році Бонді, Гойл і Ґолд сформулювали теорію стаціонарного Всесвіту, яка стверджувала, що Всесвіт постійно розширюється, але матерія постійно створюється, утворюючи нові зорі й галактики та підтримуючи середню густину Всесвіту сталою. Теорія стаціонарного стану розглядалась як альтернатива теорії Великого вибуху, але остаточно програла після відкриття реліктового випромінювання.
Бонді був одним із перших, хто правильно зрозумів природу гравітаційних хвиль, ввівши для цього координати випромінювання Бонді, k-числення Бонді та поняття маси Бонді і написавши оглядові статті. Він популяризував аргумент про липку намистинку, який був вперше висунутий Річардом Фейнманом і доводив, що гравітаційне випромінювання здатне переносити енергію. Стаття Бонді 1947 року відродила інтерес до метрики Леметра–Толмена - неоднорідного, сферично симетричного пилового розвʼязку, яка тепер часто називається метрикою Леметра–Толмена–Бонді або LTB. Бонді спільно з Реймондом Літтлтоном також зробив внесок у теорію акреції речовини з хмари газу на зорю чи чорну діру, і тепер його імʼям називаються акреція Бонді та радіус Бонді.
У 1954 році він став професором Кінгс-коледжу Лондона, а в 1985 році став там професором-емеритом. З 1956 по 1964 рік він був секретарем Лондонського королівського астрономічного товариства.

## Інша робота
Бонді також був активним поза межами академічних досліджень, обіймав багато різних посад:
- Генеральний директор Європейської організації космічних досліджень (1967–1971) (пізніше ця організація стала Європейським космічним агентством)
- Головний науковий консультант Міністерства оборони Великої Британій (1971–1977)
- Головний науковий консультант Департаменту енергетики Великої Британій (1977–1980)
- Голова Ради з досліджень природного середовища (1980–1984)
- Президент Товариства дослідження вищої освіти (1981–1997)
- Президент Гідрографічного товариства (1985–1987)
- Магістр коледжу Черчилля, Кембридж (1983–1990).

У 1959 році він став членом Лондонського королівського товариства. У 1963 році він зробив серію телевізійних програм під назвою E=mc 2 для BBC. У 1973 році він був призначений лицарем-командором Ордена Лазні. Він був нагороджений Золотою медаллю Товариства Ейнштейна в 1983 році, Золотою медаллю від Інституту математики та її застосувань в 1988 році, Міжнародною премією ГБірли за гуманізм і Золотою медаллю Королівського астрономічного товариства в 2001 році. У 1974 році Університет Бата присвоїв йому почесний докторський ступінь.
Його доповідь про затоплення Лондона в 1953 році сприяла будівництву бар'єру Темзи. Він також підтримував пропозицію будівництва Севернських плотин для виробництва електроенергії, але цей проект не було впроваджено.
Його документи з 1940 по 2000 роки зберігаються в 109 архівних скриньках проєкту Янус.

## Особисте життя
Батьки Бонді були євреями, але він ніколи «не відчував потреби в релігії» і все життя був гуманістом. З 1982 по 1999 рік він був президентом Британської асоціації гуманістів, а з 1982 року — президентом Асоціації раціоналістичної преси. Був одним із підписантів Гуманістичного маніфесту.
У 1947 році він одружився з Крістін Стокман, математикинею і астрономкою. Вона була однією з аспіранток Гойла і, як і Бонді, брала активну участь у гуманістичному русі. У них було двоє синів і три доньки, одна з яких — феміністка і географиня Ліз Бонді, стала професоркою Единбурзького університету. 
Бонді помер у Кембриджі в 2005 році у віці 85 років. Його прах було розвіяно в абатстві Англсі поблизу Кембриджа. Крістін померла в 2015 році.